# Li-La
Li-La è il sesto album della cantante giapponese Yōko Takahashi.

## Tracce
1. Zankoku na tenshi no these (HARMONIA version) – 5:13
2. LOVE IS A ROSE – 5:56
3. Ware ga Kokoro no Maria – 3:44
4. Tamashii no Refrain (ERATO version) – 5:49
5. Inochi no Tane no You ni – 5:38
6. Ame no Koi – 1:23
7. Sing Bird – 3:49
8. NOEL – 6:03
9. Fly me to the moon – 4:27
10. Li-La – 4:36